# Muntanyes Chin
Les muntanyes Chin (Chin Hills) són una serralada de Myanmar que s'estenen de l'estat de Manipur a l'Índia, fins a l'Arakan (Arakan Yoma). La muntanya més alta és el Nat Ma Taung o Khonumthung (Mount Victoria en anglès) de 3.053 metres al sud de l'estat Xin de Birmània. Se les anomena també localment com Zotang Hills o Lentang Mualdung, i estan habitades pels xin o zomis.
L'ecoregió de Chin Hills-Arakan Yoma montane forests està formada per pins, plantacions de te i arbres de teca. Falam és la ciutat principal, i està situada al sud de les muntanyes en territori sota administració de Birmània.
Les muntanyes Chin connectes les muntanyes Lushai o Mizo amb les muntanyes Patkai que venen de Nagaland (Naga Hills) 